# Asociația Librarilor Norvegieni

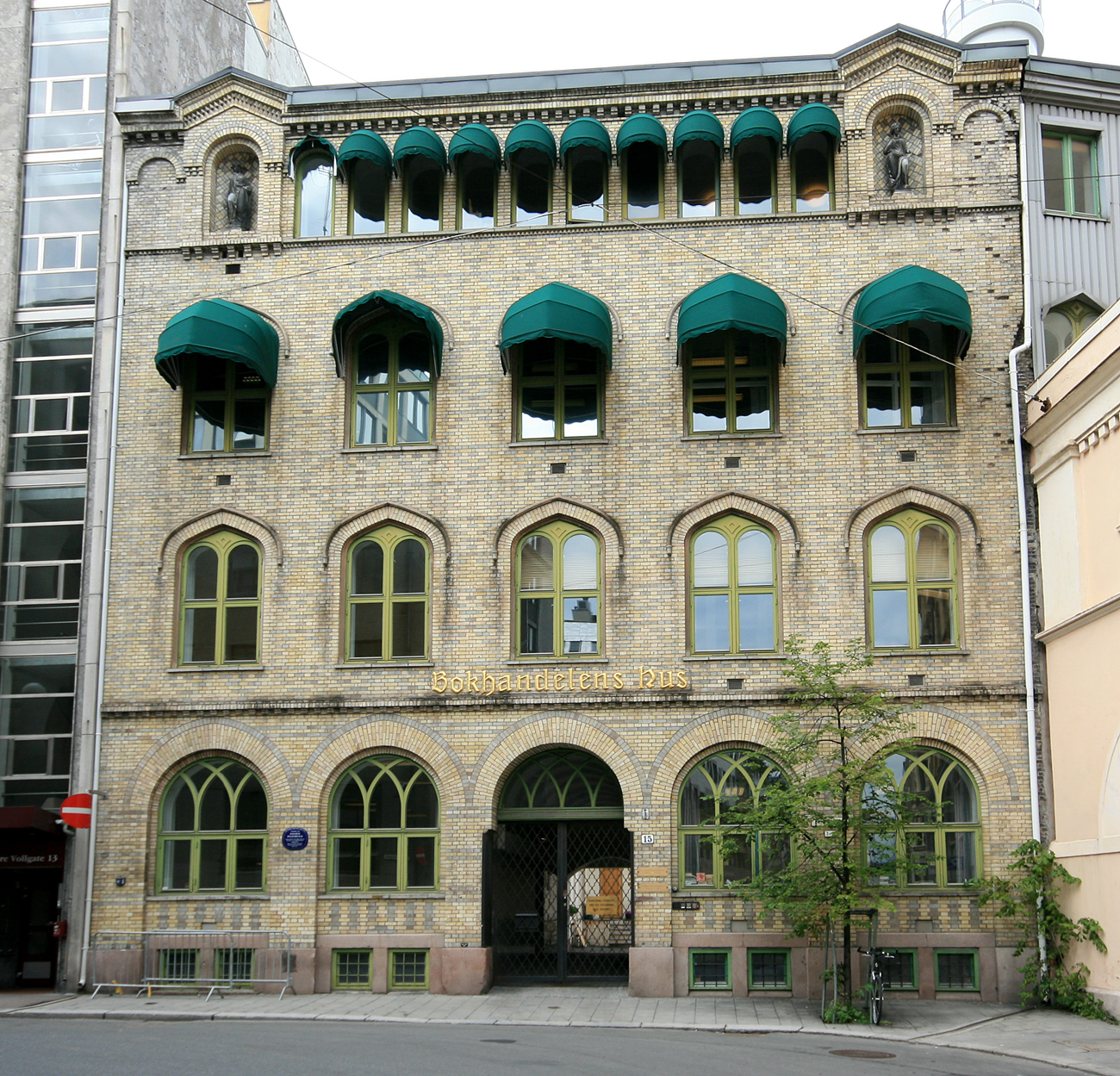
Sediul asociației din Øvre Vollgate, Oslo.

Asociația Librarilor Norvegieni (în norvegiană Den norske Bokhandlerforening) este un grup de interese norvegian. Scopul său este „să protejeze interesele librarilor și să contribuie la consolidarea poziției literaturii și cărților în societate”. Asociația acordă anual Premiul librarilor norvegieni (Bokhandlerprisen).
Asociația a fost fondată la 10 ianuarie 1851. Primul ei președinte, care a deținut această funcție până în 1870, a fost Jørgen Wright Cappelen. Peter Tidemand Malling i-a succedat și a ocupat funcția de președinte între 1870 și 1878. Mai târziu, Torger Baardseth a fost președinte al Asociației Librarilor Norvegieni din 1902 până în 1916. Actualul președinte al consiliului de conducere este Siri Strömmevold.